# ニムロッド (ミサイル)
ニムロッド（英語: Nimrod）はイスラエルのイスラエル・エアロスペース・インダストリーズ（IAI）社が開発した対戦車ミサイルである。
長射程対戦車ミサイルとして1980年代から開発が進められていたものである。誘導はセミアクティブ・レーザー・ホーミング方式。最大射程は26kmに達し、これは対戦車ミサイルとして最長クラスのものとなる。ミサイルの尾部に4枚の安定翼および誘導翼を持つ。
車両のほか、固定翼機、ヘリコプターに搭載されて運用されるが、イスラエル国防軍では、主にCH-53に搭載される。CH-53には8発搭載できる。CH-53への搭載理由は、ニムロッドが大型であることが主因である。
射程を50kmまで延長し、GPS誘導も併用するニムロッド3も開発中である。

## 採用国
- イスラエル
- コロンビア - 2024年時点で、コロンビア陸軍が77基（自走型）を保有[1]。